# Justice League Heroes
Justice League Heroes è un videogioco pubblicato nel 2006 per Xbox, PlayStation 2, Nintendo DS e PlayStation Portable. Incentrato sui supereroi della Justice League della DC Comics, si tratta di gioco di ruolo con caratteristiche action, e si sviluppa su scenari con i quali è possibile interagire. Nello sviluppo della storia, inoltre, è previsto un potenziamento o modifica dei personaggi, e la possibilità di giocatore singolo o di multigiocatore.

## Trama
La trama del videogioco è stata scritta da Dwayne McDuffie. Esse espone di uno scontro che coinvolge gli appartenenti alla Justice League contro l'androide Braniac, il quale vuole tentare di conquistare la terra impiegando il frammento di uno strano meteorite caduto sul nostro pianeta.
La storia del gioco inizia con Superman e Batman che sventano un'imboscata ai Laboratori S.T.A.R. da parte dei robot controllati da Brainiac. Dopo aver sconfitto quello che pensano sia Brainiac, Batman e Superman scoprono di essere stati semplicemente deviati da un duplicato, mentre un altro ha fatto irruzione nei caveau del Laboratorio, prelevando campioni di DNA kryptoniano e un pezzo di meteorite. Nel frattempo, Zatanna e J'onn Jonzz, il Martian Manhunter, affrontano Queen Bee e i suoi droni, assistiti da alcuni robot di Brainiac nella loro graduale conversione di Metropolis. Dopo aver salvato Metropolis, la Lega risponde a una serie di tentativi di dirottamento di missili nucleari: prima che Chiave tenta di dirottare un missile prima di essere sottomessa da Flash e Lanterna Verde John Stewart, poi un tentativo di Killer Frost viene sventato da Zatanna e Wonder Woman. Nonostante gli sforzi della Lega, un missile viene lanciato senza essere individuato durante un blackout mondiale delle comunicazioni causato da Brainiac.
Però la League si accorge che il missile è stato potenziato: capace di rompere l'orbita terrestre, è stato in realtà sparato su Marte nel tentativo di liberare i Marziani Bianchi, che invaderanno la Terra una volta risvegliati. Superman e J'onn J'onnz si recano su Marte per impedirne la fuga, ma si tratta dell'ennesimo diversivo di Brainiac che, prevedendo il loro successo, coglie l'occasione per rubare attrezzature vitali ai Marziani Bianchi. Brainiac ha anche liberato dalla prigione Gorilla Grodd, che intende vendicarsi dei suoi carcerieri e dell'umanità con la sua Macchina del Terremoto. Mentre Wonder Woman assiste Superman nel fermare le poche navi dei Marziani Bianchi che sono riuscite a fuggire da Marte e J'onn Jonnz torna alla Torre di Guardia, il resto della Lega (compresi i personaggi sbloccati a cui il giocatore ha avuto accesso a questo punto) collaborano con Solovar per fermare Grodd. Da solo sulla Torre di Guardia, J'onn cade in un'imboscata di Doomsday, che lo fa prigioniero e assume il controllo della Torre di Guardia, mentre Brainiac ruba la Scatola Madre dal caveau della League. Riunita in un bunker di emergenza, la League riesce a riprendere la Torre di Guardia, a liberare J'onn e a sconfiggere Doomsday prima di affrontare il vero Brainiac nel suo covo in Siberia.
Apparentemente sconfitto, Brainiac torna improvvisamente in vita quando si attiva la Scatola Madre che aveva rubato, ma poi viene disintegrato e sostituito da Darkseid, che ha manipolato Brainiac per tutto il tempo e che è appena stato liberato da una prigione interdimensionale creata da un generatore di campi a matrice sensoriale che si chiama “Ipercubo di Apokolips”. Affrontando la League, Darkseid - i cui poteri sono stati aumentati dalle Scatole Madre - condanna la League al suo destino, bandendoli in un'altra dimensione con i suoi Raggi Omega, tutti tranne Superman. Quindi procede a trasformare la Terra in una nuova Apokolips e tiene Superman prigioniero in una prigione di kryptonite. Il resto della League atterra in una dimensione alternativa e viene separato al momento dell'ingresso. Batman e Zatanna, Wonder Woman, Flash, J'onn J'onnz e Lanterna Verde devono combattere in gruppi separati di entità aliene per sopravvivere e fuggire. Lungo la strada, Lanterna Verde raccoglie una strana radiazione che permetterà loro di sopravvivere ai Raggi Omega di Darkseid. Secondo Batman, si scopre che Darkseid potrebbe aver bandito la Lega, ma la Scatola Madre lo ha ingannato e li ha mandati in quella dimensione. Raggruppandosi, la League torna sulla Terra Apokoliptiana, dove salva Superman e sconfigge Darkseid facendolo cadere nel Generatore di Campo di Matrice Sensoriale, riportandolo nella sua prigione interdimensionale e riportando la Terra alla normalità. Tornato alla Torre di Guardia, con il Generatore di Campi di Matrici Sensoriali rinchiuso nel caveau della League, Batman informa gli altri che se un pericolo del genere dovesse ripetersi, loro saranno lì ad essere pronti.

## Modalità di gioco
Il gioco offre un'unica modalità di gioco, la quale può essere affrontata sia in giocatore singolo che in multigiocatore. In quest'ultima, ogni giocatore controllerà un supereroe diverso, mentre nella prima il videogiocatore sarà in grado di passare da un personaggio all'altro tramite la pressione di un tasto specifico.
I protagonisti si muoveranno in diverse aree di gioco circoscritte con un'inquadratura dall'alto che potrà essere ruotata a piacimento. Molti degli elementi dello scenario sono interattivi e potranno essere impiegati come armi improprie, a seconda della forza di cui è dotato ogni supereroe. All'inizio di ogni livello, sarà a volte concesso di selezionare quale personaggi utilizzare, mentre altre volte saranno predefiniti. I vari supereroi possono essere potenziati accumulando punti esperienza, e sono tutti dotati di un colpo forte, di uno debole e della facoltà di volare o saltare. I tasti dorsali sono stati assegnati alle funzioni di gestione della parata e dei superpoteri (5 specifici per ogni eroe). La difficoltà degli scontri aumenterà costantemente con l'avanzare dei livelli di gioco.

## Personaggi

### Giocabili
- Batman
- Superman
- Wonder Woman
- Flash
- Lanterna Verde (John Stewart)
- Martian Manhunter
- Zatanna

### Sbloccabili
- Aquaman
- Freccia Verde
- Lanterna Verde (Hal Jordan)
- Lanterna Verde (Kyle Rayner)
- Hawkgirl
- Cacciatrice
- Supergirl (solo per PSP)
- Black Canary (solo per PSP)

### Avversari
- Darkseid (solo per PS2, PSP e Xbox) (Boss finale)
- Brainiac
- Gorilla Grodd
- Doomsday (solo per PS2, PSP e Xbox)
- Parademoni (solo per PS2, PSP e Xbox)
- Marziani Bianchi (solo per PS2, PSP e Xbox)
- Circe (solo per GBA e DS)
- Zoom (solo per GBA e DS)
- General (solo per DS)
- Prometheus (solo per DS)
- Killer Frost (tranne DS)
- Chiave (tranne GBA)
- Queen Bee (tranne GBA)

## Critica
Il gioco è stato apprezzato dalla critica per quanto riguarda la realizzazione grafica, la giocabilità e il comparto sonoro. Il motore grafico è stato invece poco apprezzato a causa di diversi rallentamenti durante le fasi più concitate del gioco.